# Тонгба
Тонгба (непальск. तोङवा) — алкогольный напиток из ферментированного пальчатого проса. Тонгба особенно популярен в восточных горных районах Непала и прилегающих индийских районах Дарджилинг и Сикким. Тонгба считается традиционным напитком шерпов и племён лимбу восточного Непала. Предложение тонгба гостям считается важным жестом уважения в культуре Лимбу.

## Приготовление
Тонгба состоит из варёного, а затем ферментированного пальчатого проса, вида проса, произрастающего в Африке и Азии, с содержанием кальция выше среднего. Варёное просо охлаждают и смешивают с мурчей, смесью бактерий и дрожжей. Затем массу помещают в накрытую бамбуковую корзину в тёплое место на 1-2 дня. Потом сладкую массу выдерживают в герметичной таре ещё 7-15 дней для завершения процесса брожения.
Время ферментации и последующего процесса хранения сильно влияет на окончательный вкус тонгба. При хранении вкус становится ещё более насыщенным и сладким. Традиционный срок хранения составляет около шести месяцев. Для употребления перебродившее просо помещают в специальную ёмкость из алюминия или дерева и заливают горячей водой. Затем тонгба должна настояться около пяти минут, после чего её можно пить через тонкую соломинку. Для этого соломинку нужно сдавить с одного конца, чтобы не всасывалось слишком много проса без надобности. После того, как вода будет израсходована, процесс можно повторить три-четыре раза, пока вкус окончательно не исчезнет.